# Senckenberg Forschungsinstitut und Naturmuseum Frankfurt
Das Senckenberg Forschungsinstitut und Naturmuseum Frankfurt (bis 2014: Forschungsinstitut Senckenberg) ist eine 1817 gegründete Einrichtung der Senckenberg Gesellschaft für Naturforschung in Frankfurt am Main in der Senckenberganlage 25. Als integriertes Forschungsmuseum der Leibniz-Gemeinschaft stehen Forschung, Kuratierung der naturhistorischen Sammlungen und der Dialog mit der Gesellschaft durch das dem Institut zugehörige Senckenberg Naturmuseum im Zentrum der Aktivitäten. Sein derzeitiger Direktor ist Andreas Mulch.

## Beschreibung
Eine wesentliche Aufgabe ist die Biodiversitätsforschung unter dem Motto Die Vielfalt des Lebens beschreiben, verstehen und bewahren. Die Wissenschaftler des Forschungsinstitutes betreuen als Kuratoren die wissenschaftlichen Sammlungen des Forschungsinstituts und werten diese im Rahmen ihrer Forschungsprojekte aus. Auf Forschung- und Sammlungsreisen sowie aus lokalen Projekten (zum Beispiel im Rahmen der Arbeitsgemeinschaft Taunusflora) werden diese Sammlungen durch die Wissenschaftler und freiwilligen Hilfskräfte des Forschungsinstitutes erweitert.
Die Forschungsprojekte gehen weit über die Kernaufgaben eines Forschungsmuseums hinaus, als das sich Senckenberg lange Zeit versteht. Dennoch sind die Wissenschaftler auch weiterhin an der Gestaltung und dem Aufbau der Ausstellungen und der Schausammlung direkt beteiligt: Nachdem sie ein Konzept ausgearbeitet haben, erfolgt dessen Umsetzung unter Mitwirkung von Museumspädagogen, Präparatoren, Grafikern und Marketingspezialisten. Damit wird versucht, die Schausammlungen nah am aktuellen wissenschaftlichen Stand zu halten und zugleich ansprechend und pädagogisch durchdacht zu präsentieren.
Seit 2006 ist Senckenberg am Meer an der Erkundung des Deutschen Ressourcen-Forschungsgebietes im Pazifik (Clarion-Clipperton-Bruchzone) der Bundesanstalt für Geowissenschaften und Rohstoffe (BGR) beteiligt. Ziel ist es, dort später mineralische Ressourcen wie Mangan und Edelmetalle im Tiefseebergbau abzubauen.
Das Senckenberg Forschungsinstitut und Naturmuseum ist Mitglied der Leibniz-Gemeinschaft.

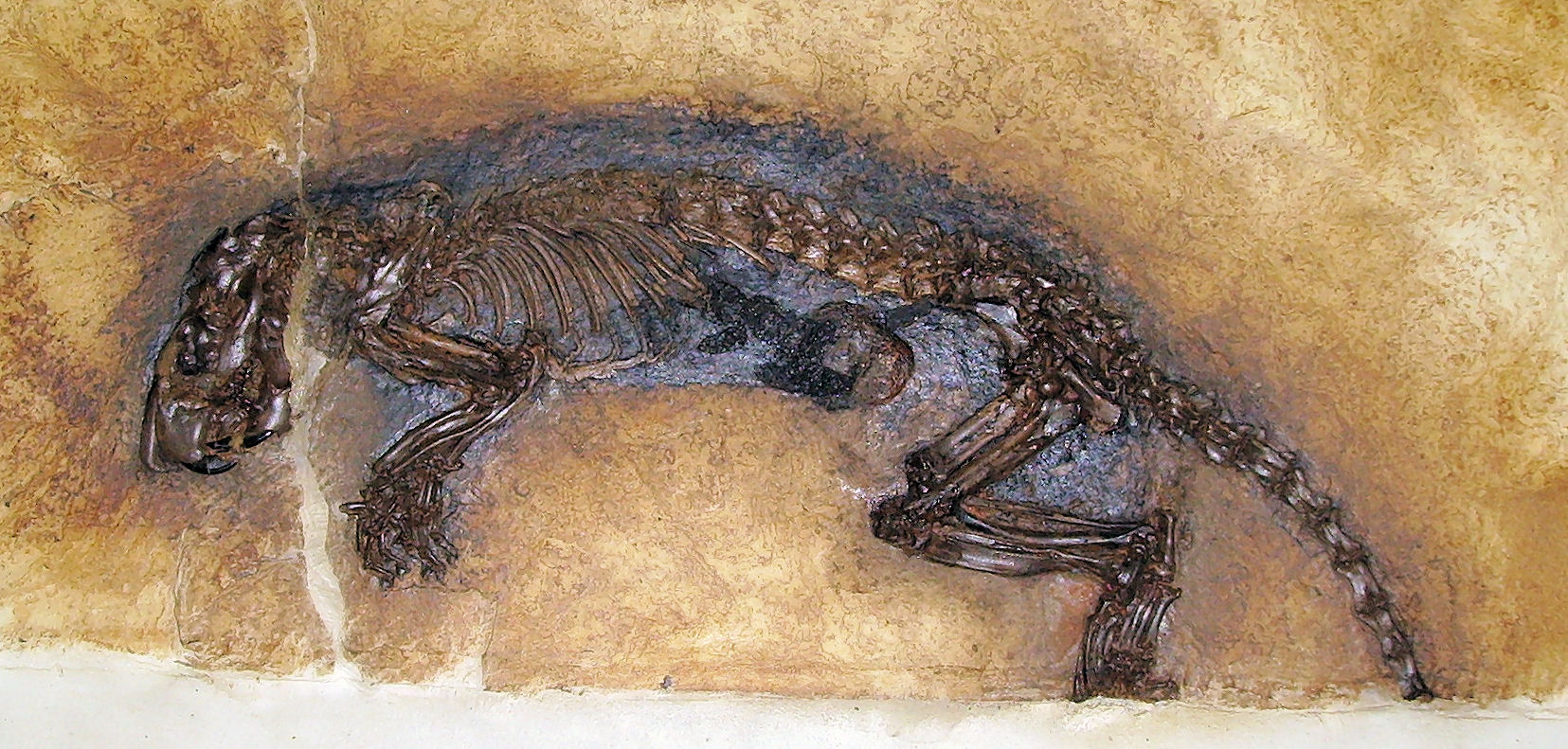
Messel-Fossil: Masillamys, eines der ältesten Nagetiere der Erdgeschichte

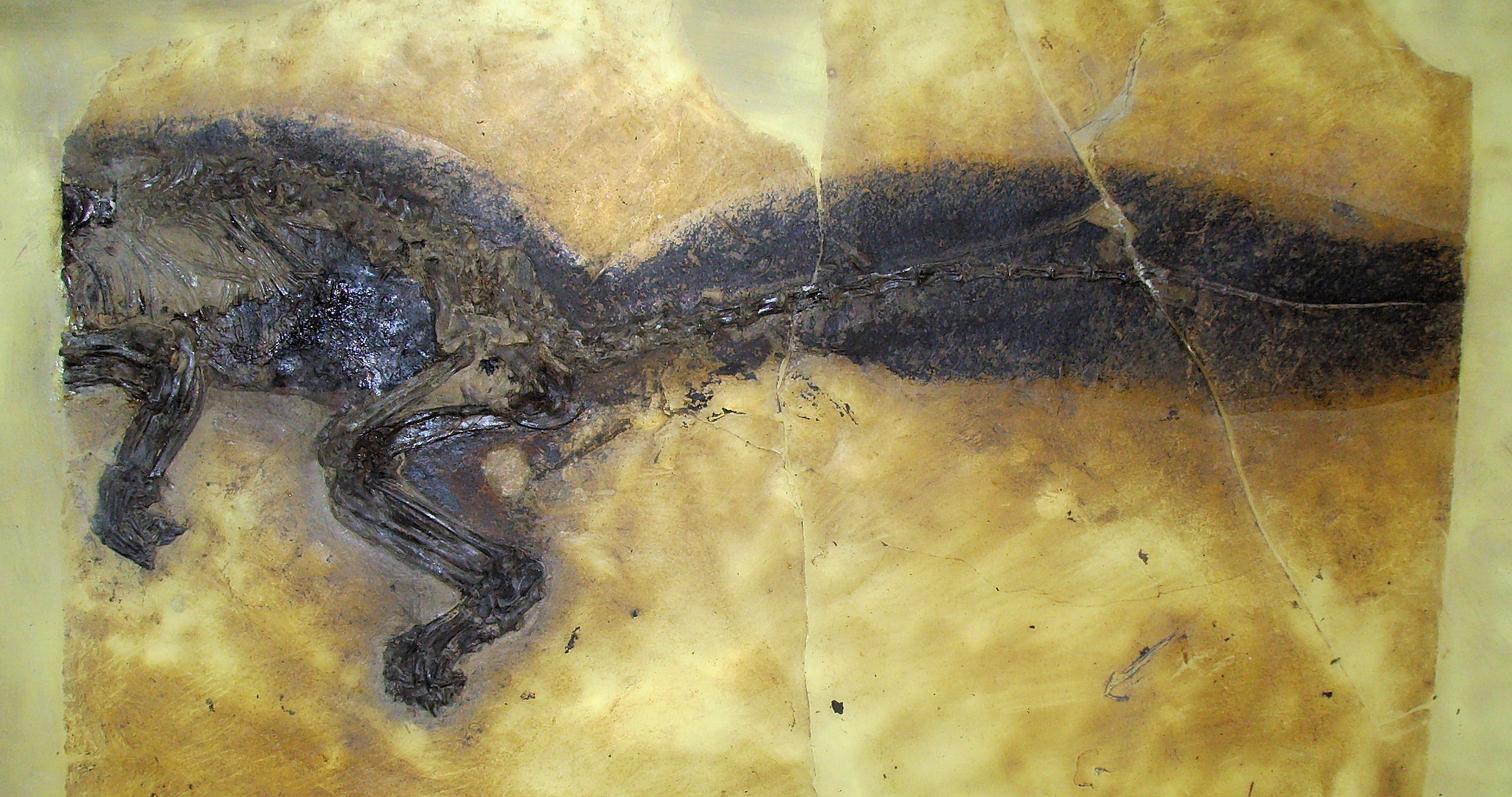
Messel-Fossil: Kopidodon macrognatus mit buschigem Schwanz.

Zum Forschungsinstitut gehören auch Forschungsstationen in Weimar (Forschungsstation für Quartärpaläontologie, gegründet 1962), in der Grube Messel (paläontologische Forschung, seit 1983) und in Gelnhausen (Limnologie (Binnengewässerkunde) und Naturschutzforschung, seit 2006). Beteiligt ist das Institut auch am Forschungsprojekt The Role of Culture in Early Expansions of Humans.
In Frankfurt wurde bis 2019 sowohl das bisherige Universitätshauptgebäude als auch das Gebäude des Physikalischen Vereins saniert und wird nun auf Dauer vom Forschungsinstitut genutzt.
Das Senckenberg Forschungsinstitut und Naturmuseum Frankfurt ist Mitglied von BioFrankfurt, dem Netzwerk für Biodiversität.

## Forschungsprojekte und Sammlungen
Die Wissenschaftler des Senckenberg Forschungsinstituts und Naturmuseums Frankfurt betreuen jeweils spezielle Sammlungen aus den Bereichen Zoologie, Botanik, Geologie und Paläontologie. Jeder Sammlung sind ein Wissenschaftler als Sektionsleiter sowie ein oder mehrere technische Mitarbeiter zugeordnet. Forschungsschwerpunkte sind insbesondere:
- Biodiversität
- Evolution und Phylogenetik
- Evolutionstheorie, insbesondere die Kritische Evolutionstheorie (= Frankfurter Evolutionstheorie)
- Klimaentwicklung

### Senckenberg am Meer
Bereits 1928 wurde die Außenstelle des Museums in Wilhelmshaven durch Rudolf Richter gegründet. Senckenberg am Meer ist das nördlichste Institut des Senckenberg-Verbundes und besteht aus zwei Abteilungen: der Meeresforschung und dem Deutschen Zentrum für Marine Biodiversitätsforschung (DZMB). Leiter der Außenstelle ist André Freiwald. Das ozeanografische Forschungsinstitut kooperiert u. a. mit dem MARUM und dem Institut für Chemie und Biologie des Meeres. Das Institut ist Mitglied in der Deutschen Allianz für Meeresforschung.

### Außenstelle Gelnhausen
Seit 1969 gab es in der Lochmühle bei Biebergemünd im Spessart eine Außenstelle des Senckenberg-Forschungsinstituts. Zunächst wurde hier zu den europäischen Mittelgebirgen geforscht, insbesondere über ihre naturräumliche Ausstattung und die unterschiedliche Besiedlung durch Tiere und Pflanzen. In jüngerer Zeit stehen nun Fragen der Gewässerökologie und der Naturschutzforschung im Vordergrund. 2006 zog die Außenstelle nach Gelnhausen um.

## Bekannte Wissenschaftler am Senckenberg Forschungsinstitut und Naturmuseum

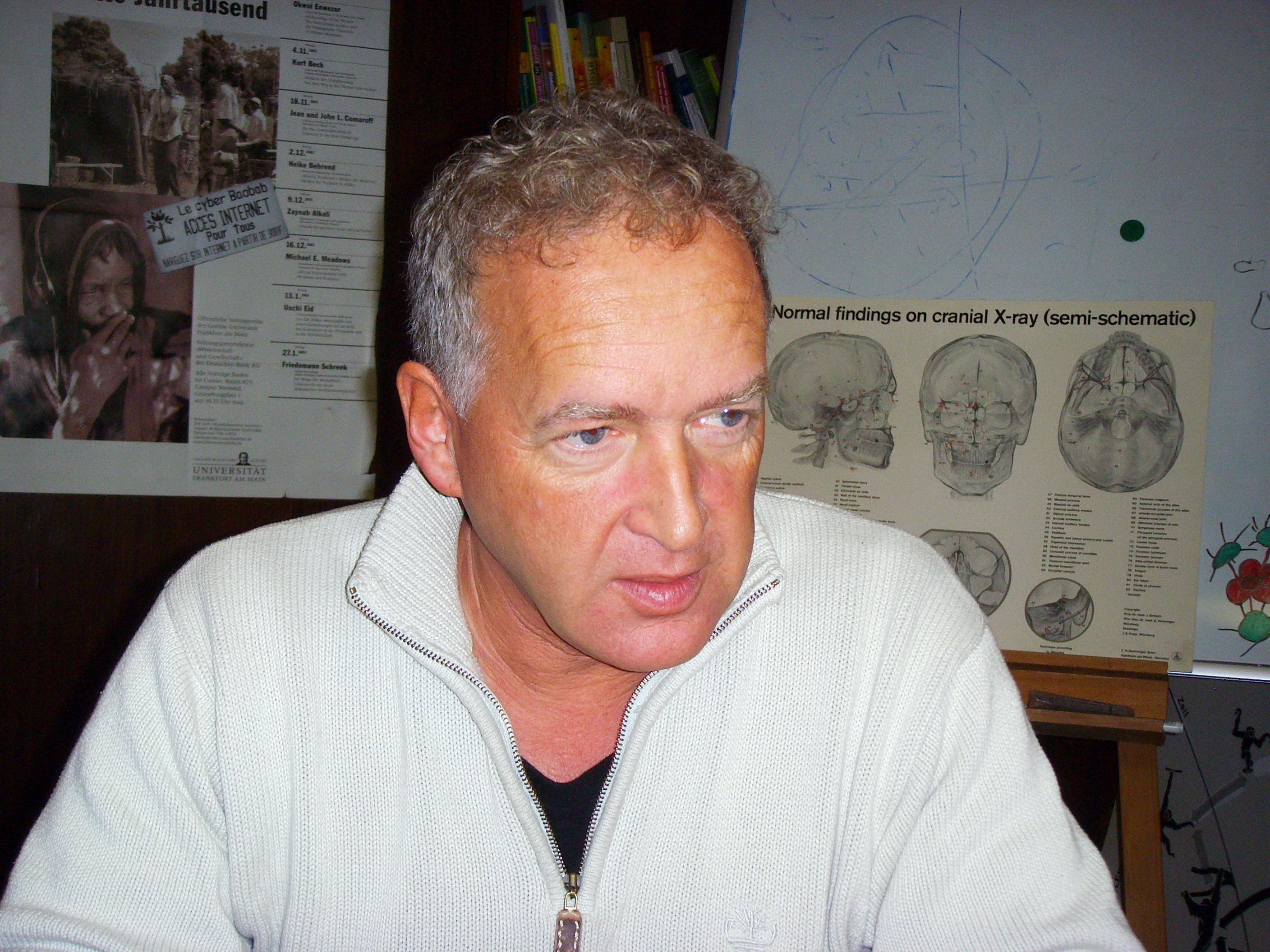
Friedemann Schrenk, November 2007

- Eduard Rüppell (1794–1884), Naturwissenschaftler und Afrikaforscher
- Georg Fresenius (1808–1866), Arzt und Botaniker mit dem Spezialgebiet der Algen
- Otto Volger (1822–1897), Naturwissenschaftler, Geologe, Mineraloge und Politiker
- Raphael Eduard Liesegang (1869–1947), Chemiker und Schriftsteller
- Rudolf Richter (1881–1957), Paläontologe
- Robert Mertens (1894–1975), Biologe und Direktor des Forschungsinstitutes und Naturmuseums Senckenberg in Frankfurt am Main
- Erich Triebel (1894–1971), Paläontologe und Mikropaläontologe
- Tilly Edinger (1897–1967), Paläontologin und die Begründerin der Paläoneurologie
- Gustav Heinrich Ralph von Koenigswald (1902–1982), Paläoanthropologe und Geologe
- Wolfgang Struve (1924–1997), Paläontologe
- Wolfgang Friedrich Gutmann (1935–1997), Biologe, Begründer der Frankfurter Evolutionstheorie
- Jens Lorenz Franzen (1937–2018), Paläontologe
- Manfred Grasshoff (* 1938), Mitbegründer der Frankfurter Evolutionstheorie
- Gerhard Storch (1939–2017), Paläontologe
- Friedemann Schrenk (* 1956), Paläoanthropologe, Entdecker des ältesten Fossils der Gattung Homo